# Lacabe

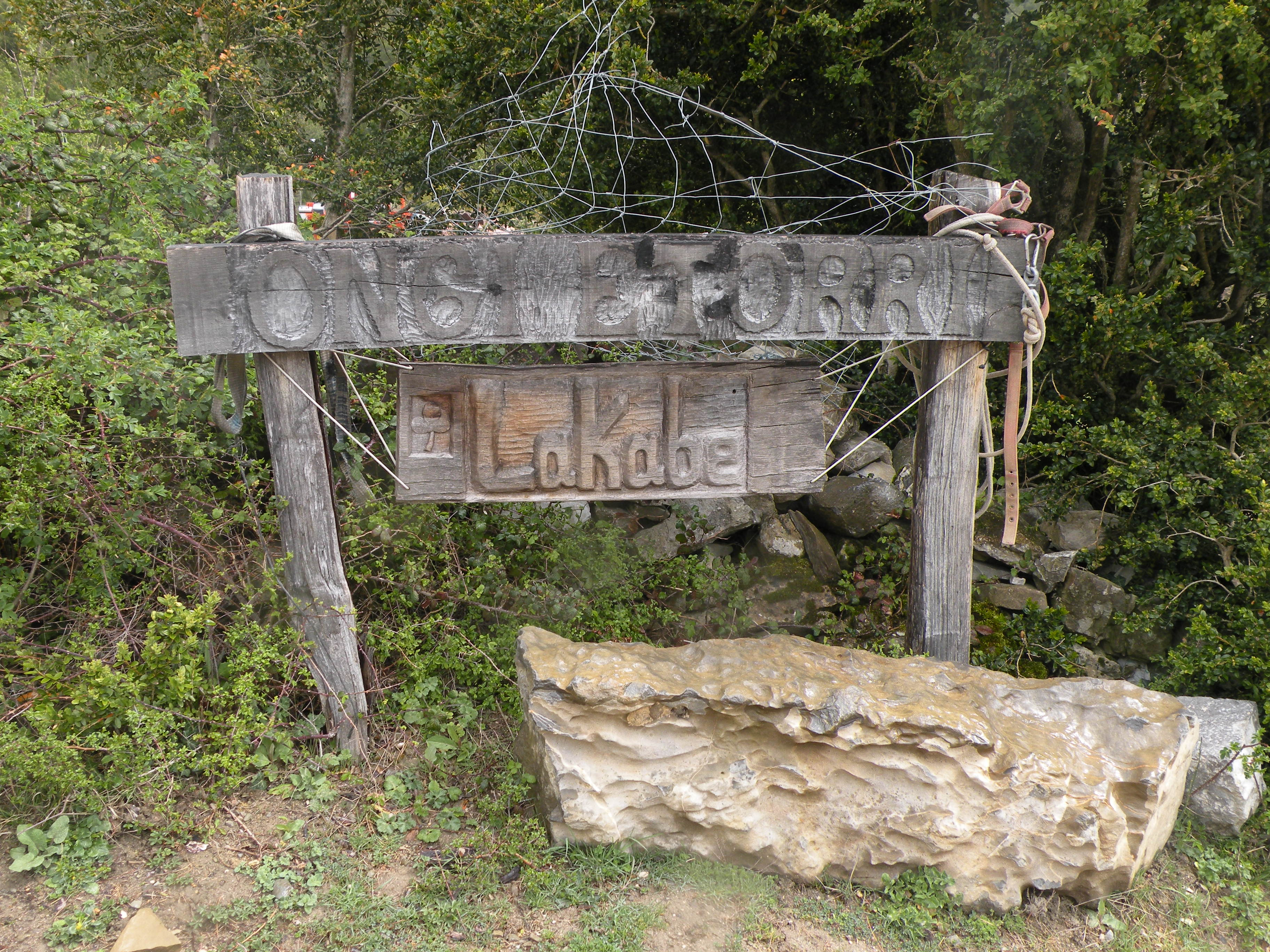
Entrada al poble de Lakabe

Lacabe (euskera: Lakabe) és una petita comunitat ubicada al nord de Navarra, pertany al municipi de Arce/Artzi a Navarra.
Situat a la zona dels Pirineus Navarresos, a 40 quilòmetres de Pamplona. Es troba 750 metres d'altitud i té 33 habitants fixes (dades del 2007).

## Etimologia
Es creu que el seu nom ve de l'eusquera, combinació de “laka” i “be”, que significa a sota del Lakarri, sent aquesta una de les muntanyes que té més a prop aquest poble.

## Evolució de la població
| Gràfica d'evolució demogràfica de Lacabe entre 2000 i 2013 |
|                                                            |

## Història
El poble estava abandonat des de principi dels anys seixanta i va ser "okupat" el 21 de març de 1980. En aquell moment només hi havia una casa habitada, l'única que mantenia la teulada amb condicions. A poc a poc es van anar rehabilitant la resta de cases en ruïnes, construint, finalment, una comunitat.
Des d'aquell moment, aquest poble s'ha convertit en una mini societat en la que els seus habitants són els subjectes actius del seu desenvolupament i del seu futur, s'ha construït un poble alternatiu que manté un gran respecte pel seu entorn i per la naturalesa, convertint-se d'aquesta manera en un referent en la Red Ibèrica de Ecoaldees.
En aquest tipus d'assentaments es viu buscant i creant models que integrin l'equilibri entre lo ecològic, social, cultural, tecnològic, econòmic, polític, espiritual, etc. El poble consta d'alguns habitatges i d'una casa comunitària, on mengen totes les persones juntes i on s'allotgen, en habitacions grans i comunitàries, les persones que van a visitar el poble.
Lakabe és un projecte que s'ha forjat a ell mateix a través d'un llarg recorregut fins que ha aconseguit consolidar una estructura comunitària, amb una base material segura des de la pròpia comunitat, que és autosuficient en diverses àrees i, econòmicament, ha anat a l'alça.
S'organitzen, al llarg de l'any, diverses activitats enfocades a l'exterior:
- Visites concertades: Les persones poden anar a visitar el poble en qualitat d'intercanvi, aquestes s'acoblaran a l'activitat que estigui fent el grup en aquell moment (llenya, hortes, moure pedres, treure fems dels animals, desmuntar taulades… S'ha de concertar les visites prèviament.
- Camps de treball: També són de règim d'intercanvi. Aquí es tracta de fer un treball concret diàriament sense que per cap circumstància es pugui canviar d'àrea d'activitat.
- Cursos: Lakabe només organitza un curs durant l'any. Aquest està enfocat a la iniciació en la vida comunitària en el camp. A més, persones externes a Lakabe organitzen altres cursos i Lakabe s'ocupa de l'allotjament i el menjar. Aquests cursos són remunerats.
- Trobades i jornades: Espais oberts en els que poden acudir persones molt variades i amb circumstàncies molt variades.